# Technologies et handicap en milieu scolaire
 (juin 2025).
Motif : TI souvent hors sujet fait, peu précis, fait d'analyses personnelles, se présentant plus comme un guide méthodolgioques plus que comme un article encyclopédique.
- Archive Wikiwix
- Bing
- Cairn
- DuckDuckGo
- E. Universalis
- Gallica
- Google
- G. Books
- G. News
- G. Scholar
- Persée
- Qwant
- (zh) Baidu
- (ru) Yandex
- (wd) trouver des œuvres sur Wikidata

| 1. | Préciser le motif de la pose du bandeau. | Précisez le motif de la pose du bandeau en utilisant la syntaxe suivante : {{admissibilité à vérifier\|date=juin 2025\|motif=remplacez ce texte par le motif}}                                                   |
| 2. | Informer les utilisateurs concernés.     | Pensez à avertir le créateur de l'article, par exemple, en insérant le code ci-dessous sur sa page de discussion : {{subst:avertissement admissibilité à vérifier\|Technologies et handicap en milieu scolaire}} |

 (juin 2025).
- Si vous ne connaissez pas le sujet, laissez ce bandeau (vous pouvez alors contacter les auteurs).
- Si vous supprimez le contenu mis en cause (vous pouvez préalablement contacter les auteurs),

argumentez précisément cette suppression dans la page de discussion
(un manque de référence n'est pas un argument ; une recherche réelle de référence doit avoir été effectuée, être formellement documentée).
 (juin 2020).
 (juin 2020).
Les nouvelles technologies sont aujourd'hui un bon moyen d'aider les personnes atteintes de divers handicap en milieu scolaire. L'objectif étant de donner la même chance d'apprentissage à tout le monde, afin d'acquérir à terme le maximum de compétences pour rentrer dans la vie active.

## Histoire de la scolarisation des élèves handicapés
Les six grandes étapes de la scolarisation des élèves handicapés sont :
1. la loi de 1975 a l'intention de mettre en avant que les handicapés ne doivent pas être les exclus de la société. L'État a, vis-à-vis d'eux, un devoir de justice. Organisation du secteur médico-social. Les commissions d'orientation sont mises en place (CDES)
2. les premières circulaires sur l'intégration scolaire de janvier 1982 et 1983 apparaissent. Ces circulaires mettent notamment en place le « projet éducatif personnalité » qui deviendra le fil rouge de la scolarisation des enfants handicapés. Il est destiné à définir l'orientation, à favoriser le partenariat, à prévoir les aménagements de la scolarité (voir circulaires 82 et 83).
3. Octobre 1989 – Les SESSAD (Service d'éducation spéciale et de soins à domicile) rentrent en jeu. Les SESSAD sont relancés, et vont devenir la structure privilégiée du partenariat et de l'aide à l'intégration scolaire.
4. en novembre 1991, ouverture des CLIS, puis des UPI (Unité pédagogique d'intégration) en mai 1995. Ces dispositifs vont permettre le développement de l'intégration collective dans le premier puis dans le second degré. En même temps, les RASED (le Réseau d'aides spécialisées aux élèves en difficulté), mis en place en avril 1990, contribuent à mieux faire la distinction entre élèves en difficulté et élèves handicapés.
5. à partir de l'année 2000, les premières auxiliaires de vie scolaire (AVS) voient le jour, et deviennent progressivement le second dispositif privilégié de l'intégration scolaire.
6. la loi du 11 avril 2005 évoque l'égalité des droits et des chances. Elle ne modifie pas les dispositifs d'accueil ou d'accompagnement de l'Éducation nationale ou du secteur médico-social, mais elle met en place une nouvelle instance[Laquelle ?] chargée d'attribuer les aides et d'orienter les enfants vers ces dispositifs.

Les équipes de suivi de la scolarisation (ESS) tentent d'être le dispositif de suivi qui manquait aux CDES. Les enseignants référents, sont créés fin 2005 pour assurer l'animation de ces équipes (décret du 30 décembre 2005).

## Accès aménagement de l'environnement
De manière conventionnelle certaines lois[Lesquelles ?] fixent des normes à respecter pour une accessibilité pour tous dans les espaces et les établissements publics ou privés.
L'article L.111-7[De quoi ?] stipule le fait : « Les dispositions architecturales, les aménagements et équipements intérieurs et extérieurs des locaux d'habitation, qu'ils soient la propriété de personnes privées ou publiques, des établissements recevant du public, des installations ouvertes au public et des lieux de travail doivent être tels que ces locaux et installations soient accessibles à tous, et notamment aux personnes handicapées, quel que soit le type de handicap, notamment physique, sensoriel, cognitif, mental ou psychique, dans les cas et selon les conditions déterminées aux articles L. 111-7-1 à L. 111-7-3. Ces dispositions ne sont pas obligatoires pour les propriétaires construisant ou améliorant un logement pour leur propre usage. »
En France, 6 000 à 7 000 enfants scolarisés sont atteints d'une déficience motrice pouvant nécessiter l'usage d'un fauteuil.
L'utilisation d'un fauteuil n'est pas la même pour chaque enfant. Certains l'ont en permanence et d'autre de manière intermittente. L'utilisation varie en fonction de la fatigabilité de l'enfant, du type d'activité et de l'évolution orthopédique. Il ne faut pas oublier non plus les enfants qui utilisent d'autres aides de déplacement comme des cannes tripodes, des béquilles ou encore un déambulateur.
Lorsqu'un établissement accueille un élève en situation de handicap moteur, il y a tout une disposition à respecter{{laquelle]}}. Aucun détail n'est à négliger, et différents points sont à respecter minutieusement. Tout d'abord l'accès pour aller à l'école, et donc tout ce qui va être le transport scolaire, et l'accessibilité autour de l'établissement scolaire va être mis en place.
Par la suite, l'accessibilité en milieu scolaire se décompose en 5 points.
- Le gros œuvre comprenant les salles de classe, les toilettes, les couloirs, la cour de récréation, l’ascenseur, les rampes ou encore les plans inclinés
- Le mobilier comme les tables
- L’organisation du poste de travail comme des bacs de rangement mobiles
- Le second-œuvre (lavabos, robinet, séchage, porte-manteaux, etc.)
- Le matériel de l’élève qui doit être adéquat (sac de classe, l’ordinateur ou encore les vêtements adaptés) ainsi que les conditions d’accessibilité en cas de pluie (tapis, etc.).

De plus, l'activité physique a une place importante dans l'inclusion des enfants en situation de handicap en milieu scolaire. C'est pourquoi des aménagements sont importants afin qu'ils ne se sentent pas exclus et qu'ils puissent participer aux activités avec les autres enfants. Des alternatives, et des adaptations doivent être trouvées afin que tout le monde puisse participer dans les meilleures conditions possibles (matériel d'activité adapté par exemple).
Il en est de même pour les activités péri-scolaires, l'objectif est que l'enfant puisse s’épanouir et découvrir de nouvelles choses afin de s’enrichir comme les autres. Pour pallier ces difficultés, l'accessibilité des milieux publics doit être équipée et aménagée afin d’accueillir les fauteuils roulants (piscine, cantine, bibliothèque, etc.).
Pour arriver à tout ça, il est impératif d’avoir une réelle mise en situation dans tous les locaux afin de prendre connaissance des éventuels obstacles et d’apporter des réponses.
Les travaux sont sous la responsabilité des collectivités locales propriétaires des locaux pour en ce qui concerne le gros œuvre.
Le financement, quant à lui, doit être pris en compte dans le plan personnalisé de scolarisation après décision de la Commission des Droits et de l'Autonomie des personnes handicapées.

## Nouvelles méthodes pédagogiques d'apprentissages
L'article 26[De quoi ?], portant sur l'adaptation et la réadaptation, de la Convention de l'ONU relative aux droits des personnes handicapés, il est dit que « Les États Parties favorisent l'offre, la connaissance et l'utilisation d'appareils et de technologies d'aide, conçus pour les personnes handicapées, qui facilitent l’adaptation et la réadaptation ».
Si on[Qui ?] s'oriente plus particulièrement sur le handicap mental et notamment l’autisme, nous trouvons dans la Charte pour les personnes autistes, article 6[De quoi ?] : « Le droit pour les personnes autistes aux équipements, à l'aide et à la prise en charge nécessaires pour mener une vie pleinement productive dans la dignité et l'indépendance ».
Le numérique est au cœur de toutes discussion et fait partie de notre vie quotidienne.
En 2017, l'objectif est que 50 % des collèges soient engagés dans un plan numérique pour l’éducation. Aujourd'hui[Quand ?], au sortir de sa formation universitaire, tout nouvel enseignant doit avoir acquis les compétences d'usage et de maitrise raisonnés de l'information et de la communication dans sa pratique professionnelle.
Le numérique doit être utilisé comme un outil au service de la personne avec autisme par exemple, en favorisant son ouverture sur les moyens actuels mis à sa disposition, et permettant d'appréhender son développement et ses apprentissages sous un nouvel angles.
La tablette a différents points positifs comme la taille, elle se transporte facilement partout, les interfaces sont adaptées, avec une utilisation simple, et un grand nombre d’applications pour répondre au besoin d’un enfant autiste qui amène en côté ludique (COMOOTY, Picture AAC, Autimo ou encore Dexteria). Mais attention, la tablette n’est pas un outil miracle, il est donc primordial de l'utiliser avec précaution. Ce n’est pas une finalité en soi mais plutôt un tremplin afin d’arriver à différents objectifs comme, la généralisation des apprentissages. La tablette ne doit donc pas renfermer l’enfant sur lui-même, et s’écarter de tout lien social.
D'autres technologies font leurs apparitions dans le monde scolaire et qui facilitent l'apprentissage des enfants atteints de handicaps.
La réalité virtuelle et augmentée permet aux enseignants d'améliorer les expériences d'apprentissage. L'intérêt peut se trouver dans la visite de certains musées qui ne peuvent pas être fait de manière réelle, ou d’autres structures demandant beaucoup d’investissement.
Il existe également des technologies afin de prévenir le harcèlement qui est de plus en plus présent sur les réseaux sociaux (Cyberharcèlement).
Le fonctionnement se fait principalement par l'utilisation de certains termes ainsi que par les sites web visités. De plus en plus d’applications permettent de visualiser à distance les appareils de leurs élèves.
L'enseignement de type mobile offre une plus grande souplesse et une plus grande accessibilité pour l'apprentissage à domicile. La connexion de la technologie et des appareils mobiles dans la salle de classe permettra aux enseignants d’offrir une expérience d’apprentissage entièrement immersive et intégrée pour tous les styles et capacités d'apprentissages.

## Mise en place de cours par correspondance
Lorsque l'élève ne peut pas fréquenter l'école, le collège ou le lycée pendant une période longue, par exemple lors d’une hospitalisation ou d’une convalescence ou s'il doit régulièrement s'en absenter pour suivre un traitement en milieu médical, il peut bénéficier de l'intervention des enseignants affectés dans les établissements sanitaires qui entretiendront le lien avec l'établissement scolaire d'origine.
Dans d'autres situations, l'élève malade ou convalescent peut se voir proposer une assistance pédagogique à domicile grâce au SAPAD (service d'aide pédagogique à domicile). Ce dispositif, placé sous la responsabilité de l'inspecteur d'académie, existe dans l'ensemble des départements. Il permet à l'enfant et à l'adolescent malade ou accidenté de rester en contact avec les exigences scolaires et de poursuivre dans des conditions adaptées à son parcours de formation.
Dans la mesure du possible, un enseignant qui connaît déjà l'élève viendra l'aider chez lui à réaliser le travail qu'il ne peut plus faire en classe. Dans certaines situations, le recours au Centre national d'enseignement à distance (CNED) peut également constituer un moyen de poursuivre la scolarité
Va alors être mis en place l’utilisation de la visioconférence pour l’intégration d’élèves avec des besoins particuliers :
- Transmission de cours en direct au domicile d’un élève souffrant d’un lourd handicap physique (min. de l’éducation nationale, 2007)
- Enseignement à distance pour élèves hospitalisés (min. de l’éducation nationale)
- Séances avec une éducatrice spécialisée

La visioconférence est utilisée pour permettre à des élèves hospitalisés, handicapés ou sportifs de haut niveau de poursuivre leur scolarité. Elle sert aussi à livrer du soutien scolaire à des élèves en difficulté.
L’école Jules-Ferry, dans l’académie de Montpellier, a mis en place depuis 2006 un dispositif de visioconférence qui transmet les cours en direct au domicile d’un élève souffrant d’un lourd handicap physique (Académie de Montpellier, 2007). Le matériel est adapté aux besoins spécifiques de l’élève et lui permet de visualiser et d’entendre l’enseignant et l’ensemble de la classe, d’être vu par ses camarades grâce à une image projetée à côté du tableau noir, d’accéder aux documents projetés par l’enseignant sur le tableau blanc interactif de la classe et d’y faire des annotations, et enfin d’interagir avec l’enseignant et la classe grâce au système de transmission et amplification de sa voix. Ce dispositif a permis à l’élève de suivre sa scolarité et de passer à une classe de niveau supérieur en 2007. Par ailleurs, l’équipement de visioconférence est utilisé dans le cadre d’un projet de jumelage avec le Canada.
Dans l'académie de Toulouse, le collège Carnot à Auch a créé un service d’enseignement à distance pour des élèves hospitalisés dans un centre de rééducation à Roquetaillade. Une dizaine d’élèves suivent par visioconférence 9 heures hebdomadaires de cours en français, mathématiques, histoire-géographie et anglais avec les enseignants du collège. Dans le même domaine, le projet Hostonautes lancé par l’opérateur de télécommunication Orange permet aux enfants hospitalisés de suivre leur scolarité avec le centre scolaire de leur hôpital ou leur école d’origine. Six hôpitaux ont adhéré à ce projet entre 2000 et 2006. D’autres exemples de scolarisation d’enfants hospitalisés par visioconférence sont décrits dans Ministère de l’éducation nationale (2007b).